# Nakhon Pathom
Nakhon Pathom (in thailandese: นครปฐม) è una città della Thailandia. Si trova nel Distretto di Mueang Nakhon Pathom, che è il capoluogo dell'omonima provincia, nel gruppo regionale della Thailandia Centrale.

## Storia
Reperti archeologici conservati nel Museo nazionale del Wat Phra Pathom Chedi testimoniano la presenza nel territorio comunale di stanziamenti umani fin dal I millennio a.C.. Stucchi, statue del Buddha e altri manufatti religiosi recanti una chiara influenza dell'arte indiana della Dinastia Gupta, confermano che Nakhon Pathom fu uno dei maggiori centri del Periodo Dvaravati, tra il VII e l'XI secolo, quando il popolo mon si stabilì nella regione e vi diffuse la fede del Buddhismo Theravada.
Gli scavi hanno evidenziato che in quel periodo la città era larga 2,6 km, lunga 3,6 ed era circondata da fossati e terrapieni difensivi. Si trovava inoltre in riva al mare, arretrato in seguito per l'accumulo di sedimenti a circa 30 km dalla città odierna. Il termine "Dvaravati" fu scoperto per la prima volta su antiche monete trovate proprio a Nakhon Pathom, e si fece quindi strada l'ipotesi che il Regno di Nakhon Pathom fosse la più potente tra le città-Stato che formavano la confederazione degli antichi mon nella regione. La città fiorì grazie agli intensi traffici commerciali del suo porto e a un'agricoltura particolarmente progredita per gli standard di quell'epoca; raggiunse una notevole espansione verso la fine del VI secolo.
Nel centro cittadino si trovava lo stupa originale del Phra Prathon Chedi, il più antico della Thailandia, ricostruito nei secoli successivi, nel cui sito sono stati rinvenuti molti degli oggetti sacri risalenti al Periodo Dvaravati. Grazie a questi reperti è stato possibile ricostruire l'aspetto, le credenze e le classi sociali degli antichi cittadini, nonché accumulare informazioni su altri popoli della regione con cui i mon di Nakhon Pathom ebbero contatti. Tra il IX e il X secolo, le città-Stato di Dvaravati dovettero soccombere alla migliore organizzazione militare dell'Impero Khmer, che le conquistò. Il declino di Nakhon Pathom non fu condiviso dalle vicine Lavo e Suphannaphum, le odierne Lopburi e Suphanburi, altre città-Stato Dvaravati che mantennero un buon grado di autonomia come vassalle dei khmer.
Molti dei reperti archeologici della città antica furono trovati durante gli scavi che accompagnarono la ricostruzione voluta dal re Mongkut (regno dal 1851 al 1868) del Phra Pathom Chedi, diventato il più alto stupa esistente al mondo. Il sovrano avrebbe anche fatto costruire il Palazzo Pathom Nakhon, sua residenza durante le visite alla città. A parte alcuni siti archeologici, poco è rimasto dell'antico splendore, ed oggi Nakhon Pathom è una città moderna conurbata con la capitale Bangkok.

## Geografia fisica
La città si trova nella zona occidentale dell'area metropolitana di Bangkok, dal cui centro dista circa 60 km. Il territorio è completamente pianeggiante e fa parte della pianura centrale della Thailandia, formata dal fiume Chao Phraya. Nakhon Pathom è bagnata da una serie di canali generati dal fiume Tha Chin, un effluente del Chao Phraya che scorre alla periferia orientale cittadina. Nei pressi del centro passa la Thanon Phetkasem, sezione della autostrada asiatica AH2 che collega Bangkok con la Malaysia.

## Amministrazione
Nakhon Pathom aveva 79.148 abitanti nel 2012 ed è classificata tra le città maggiori (thesaban nakhon) del Paese. Il territorio comunale comprende la totalità del Sottodistretto (Tambon) di Nakhon Pathom e parte dei Sottodistretti di Bang Khaem, Sanam Chan, Bo Phlap, Nong Pak Long, Lam Phaya e Huai Chorakhe. Questi sottodistretti fanno parte del Distretto (Amphoe) di Mueang Nakhon Pathom, che si compone in totale di 25 tambon.
Il Distretto (Amphoe) di Mueang Nakhon Pathom nacque nel 1895, durante il regno di Rama V, quando fu inaugurato il sistema di suddivisione amministrativa dei monthon. Fu chiamato inizialmente Distretto di Phra Pathom Chedi e faceva parte del Monthon Nakhon Chai Si, il cui capoluogo era Mueang Nakhon Chai Si. Nel 1898 il distretto divenne il capoluogo del monthon e nel 1913 re Vajiravudh (Rama VI) diede al distretto l'odierno nome Mueang Nakhon Pathom.
Nel 2012, il distretto aveva 273 391 abitanti distribuiti in una superficie di 417,4 km². Si trova nella zona centrale della provincia, di cui è capoluogo, e si compone di 25 sottodistretti (tambon), che a loro volta sono suddivisi in un totale di 214 villaggi (muban).
Di seguito i 25 sottodistretti (tambon) che formano il distretto:
| Numero | Nome traslitterato del tambon | Nome in lingua thai | Numero di muban | Popolazione |
| ------ | ----------------------------- | ------------------- | --------------- | ----------- |
| 1.     | Phra Pathom Chedi             | พระปฐมเจดีย์          | -               | 30 226      |
| 2.     | Bang Khaem                    | บางแขม              | 10              | 9 818       |
| 3.     | Phra Prathon                  | พระประโทน           | 9               | 11 640      |
| 4.     | Thammasala                    | ธรรมศาลา            | 7               | 13 121      |
| 5.     | Ta Kong                       | ตาก้อง               | 10              | 6 455       |
| 6.     | Map Khae                      | มาบแค               | 11              | 8 156       |
| 7.     | Sanam Chan                    | สนามจันทร์            | 6               | 14 904      |
| 8.     | Don Yai Hom                   | ดอนยายหอม           | 9               | 11 949      |
| 9.     | Thanon Khat                   | ถนนขาด              | 6               | 7 334       |
| 10.    | Bo Phlap                      | บ่อพลับ               | 8               | 15 738      |
| 11.    | Nakhon Pathom                 | นครปฐม              | 10              | 21 048      |
| 12.    | Wang Taku                     | วังตะกู               | 8               | 5 929       |
| 13.    | Nong Pak Long                 | หนองปากโลง          | 10              | 8 816       |
| 14.    | Sam Khwai Phueak              | สามควายเผือก         | 8               | 9 475       |
| 15.    | Thung Noi                     | ทุ่งน้อย               | 7               | 5 402       |
| 16.    | Nong Din Daeng                | หนองดินแดง           | 8               | 8 483       |
| 17.    | Wang Yen                      | วังเย็น               | 6               | 3 165       |
| 18.    | Phrong Maduea                 | โพรงมะเดือ           | 17              | 16 356      |
| 19.    | Lam Phaya                     | ลำพยา               | 9               | 12 381      |
| 20.    | Sa Kathiam                    | สระกะเทียม           | 14              | 7 194       |
| 21.    | Suan Pan                      | สวนป่าน              | 6               | 3 366       |
| 22.    | Huai Chorakhe                 | ห้วยจรเข้             | 7               | 13 330      |
| 23.    | Thap Luang                    | ทัพหลวง              | 16              | 10 195      |
| 24.    | Nong Ngu Lueam                | หนองงูเหลือม          | 11              | 10 093      |
| 25.    | Ban Yang                      | บ้านยาง              | 11              | 8 817       |